# Чёрная Речка (деревня, Всеволожский район)
Чёрная Речка — деревня в Морозовском городском поселении Всеволожского района Ленинградской области России.

## Название
Название происходит от одноимённой реки, на которой стоит деревня.

## История
На карте Санкт-Петербургской губернии прапорщика Н. Соколова 1792 года указано селение на левом берегу реки Чёрной — Пильная мельница, её построил Николай Петрович Резвый, старший сын Петра Терентьевича Резвого, бургомистра Санкт-Петербурга. Землю под строительство в количестве 1170 десятин, он приобрёл у владельца имения Жерновка — вице-президента Академии художеств П. П. Чекалевского. От неё ведёт своё начало деревня Резвых.
На правом же берегу реки Чёрной, он возвёл часовню и усадьбу, получившую название Чёрная Речка, от неё и ведёт начало деревня.
Первое картографическое упоминание деревни Чёрная Речка, удаётся найти в историческом атласе Санкт-Петербургской губернии 1863 года.
Затем имение перешло к его сыну, подпоручику Николаю Николаевичу Резвому.

ДАЧА УСТЬЯ ЧЁРНОЙ РЕЧКИ — деревня принадлежит капитану Николаю Резвому, жителей по ревизии 12 м. п., 10 ж. п.

и дочери действительного статского советника, Екатерине Резвой, жителей по ревизии 20 м. п., 15 ж. п.

При оной:

а) лесопильный завод

б) Мукомольная мельница (1838 год)

ЧЁРНАЯ РЕЧКА — деревня господ Резвых, по просёлкам, 7 дворов, 41 душа м. п. (1856 год)

Число жителей деревни по X-ой ревизии 1857 года: 37 м. п., 35 ж. п.; все дворовые.

ЧЁРНАЯ РЕЧКА — деревня владельческая, при р. Неве и рч. Чёрной, 7 дворов, 16 м. п., 11 ж. п. (1862 год)

ЧЁРНАЯ РЕЧКА — деревня владельческая, при рч. Чёрной и р. Неве, 30 дворов, жителей 37 м. п., 41 ж. п.; Завод лесопильный (1862 год)

Потомки Н. Н. Резвого имение продали вдове действительного статского советника Ларисе Ивановне Иогель.
Согласно подворной переписи 1882 года в деревне проживали 16 семей, число жителей: 36 м. п., 41 ж. п., разряд крестьян — временнообязанные, а также пришлого населения 7 семей, в них: 23 м. п., 21 ж. п., лютеране: 9 м. п., 9 ж. п.. В 1882 году, согласно материалам по статистике народного хозяйства Шлиссельбургского уезда, 300 десятин земли в деревне Чёрная Речка купил за 4700 рублей статский советник Е. А. Джумани, из них 287 десятин были заняты лесом.
В 1884—1885 годах временнообязанные крестьяне деревни Чёрная Речка выкупили свои земельные наделы у С. В. Иогель.

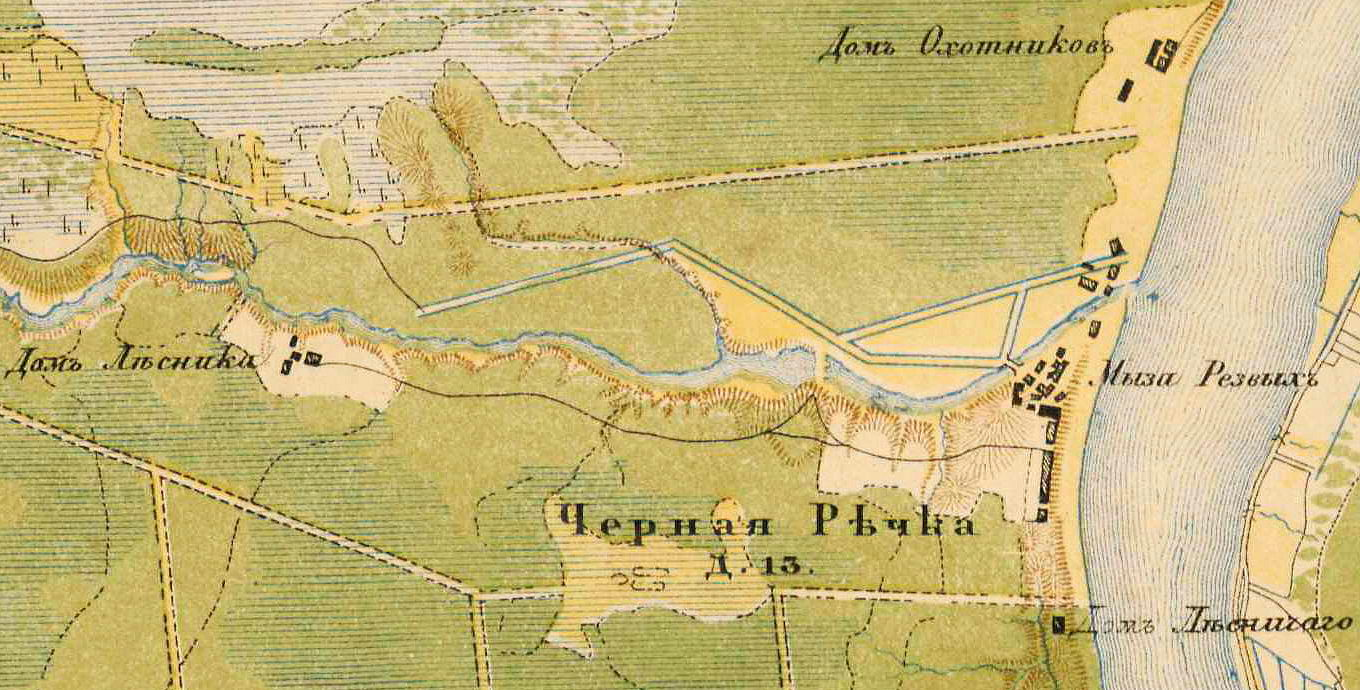
План деревни Чёрная Речка и мызы Резвых. 1885 год

В 1885 году деревня насчитывала 13 дворов.
По данным 1889 года Е. А. Джумани сдавал свой лес в аренду за 150 рубей в год, как охотничьи угодья, при этом «лесопильный завод и мельница арендуется у госпожи Йогель, неработают». А также, 10 десятин земли в деревне Чёрная Речка принадлежали мещанину Н. П. Филиппову, землю он приобрёл ранее 1868 года.
К концу XIX века имение называемое тогда Гольдгоф, расширилось до 10 десятин, в нём было два лесопильных завода.

ГОЛЬДГОФ (ЧЁРНАЯ РЕЧКА) — деревня, принадлежит вдове действительного статского советника, Ларисе Ивановне Иогель, 2 лесопильных завода. (1896 год)

В конце XIX века деревня административно относилась к Ивановской волости 2-го стана Шлиссельбургского уезда Санкт-Петербургской губернии, в начале XX века — 1-го стана.
Всего в 1905 году, наследники действительного статского советника Николая Васильевича Иогеля, владели в окрестностях Чёрной Речки 1214 десятинами земли.
В 1908 году имение на 15 десятинах земли (добавились кирпичный завод и мельница) принадлежало барону Эдуарду Юльевичу фон-дер Роппу.
В 1909 году в деревне было 17 дворов.
В 1914 году в деревне работала двухклассная земская школа (Чернореченское училище), учителем в которой была Екатерина Александровна Быстрова.
С 1917 по 1920 год деревня входила в состав Чернореченского сельсовета Ивановской волости Шлиссельбургского уезда.
С 1921 года в составе Марьинского сельсовета.
С 1922 года в составе Чернореченского сельсовета, район города Шлиссельбурга.
В 1925 году население деревни составляло 184 человека.
Согласно данным переписи населения СССР 1926 года:

ЧЁРНАЯ РЕЧКА — деревня Чёрнореченского сельсовета района города Шлиссельбурга, 48 хозяйств, 209 душ.

Из них: русских — 47 хозяйства, 204 душ; латышей — 1 хозяйство, 5 душ. (1926 год)

В состав Чёрнореченского сельсовета по данным переписи населения 1926 года входили деревни: Ганнибаловка, Клюевка, Кошкино, Мартыновка, Посечино, Чёрная Речка, Шереметьевка; посёлки: Резвых-Дунай, Резвых-Кирпичное; хутора: Менберга, Тюрк; ж. д. станции: Чёрная Речка, Шереметьевка. Сельсовет входил в состав района города Шлиссельбурга.
С февраля 1927 года в составе Ленинской волости, с августа 1927 года в составе Ленинского района.
С 1930 года в составе Ленинградского Пригородного района.
По административным данным 1933 года Чёрнореченский сельсовет состоял из деревень Пасечно, Рижская Пустошь, Кошкино, Чёрная Речка, Шереметевка, Ганнибаловка и посёлка Резвых. Сельсовет входил в состав Ленинградского Пригородного района. Центром сельсовета была деревня Шереметьевка.
С 1934 года в составе поселкового совета им. Морозова (Шлиссельбургский завод).
С 1936 года в составе Всеволожского района.

План деревни Чёрная Речка и посёлка Резвых. 1939 год

В 1940 году деревня насчитывала 51 двор, в деревне была своя школа.
По данным 1966, 1973 и 1990 годов деревня Чёрная Речка также находилась в административном подчинении Морозовского поселкового совета.
В 1997 году в деревне проживали 8 человек, в 2002 году — 15 человек (русских — 100%), в 2007 году — 15.

## География
Расположена на правом берегу реки Невы, у места впадения в неё реки Чёрной, близ автодороги А120 (Санкт-Петербургское северное полукольцо, бывшая 41А-189 «Магистральная» (Р21 — Васкелово — А121 — А181)).
К северу от неё, на противоположном, левом берегу реки Чёрной, расположена деревня Резвых, с которой Чёрную Речку связывает общая история, так как обе деревни, это части одного имения.
Расстояние до административного центра поселения — 6 км.

## Демография
| 1862 | 2007 | 2010 | 2017 |
| ---- | ---- | ---- | ---- |
| 27   | ↘15  | ↘6   | ↗8   |

Национальный состав
Согласно данным Всероссийской переписи населения 2021 года в деревне проживали 46 человек, из них:
 русские — 41, грузины — 1 человек, остальные национальность не указали.

## Памятники
Решением облисполкома № 189 от 16 мая 1988 года, расположенный в 2 км южнее деревни мемориальный комплекс — участок рубежа обороны советских войск и памятный знак «Винтовка», признан памятником истории.